# Berliner Rocksommer

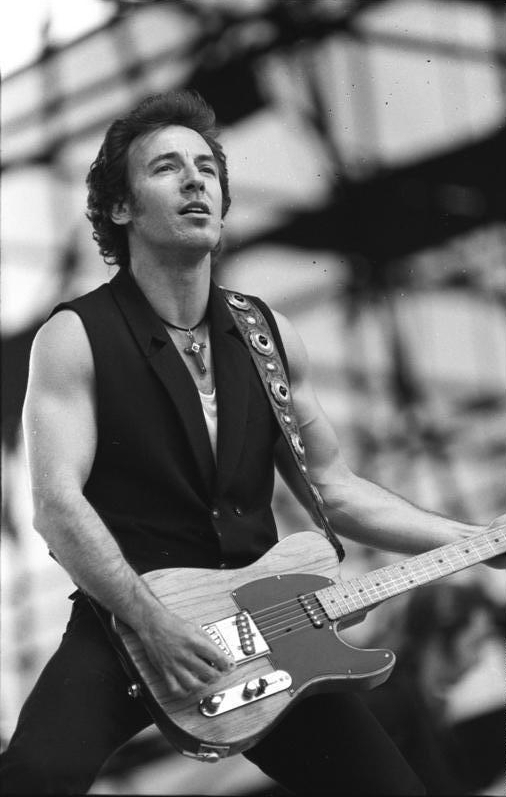
Extrakonzert mit Bruce Springsteen 1988

Der Berliner Rocksommer war ein Rockfestival in Ost-Berlin von 1984 bis 1989.

## Geschichte
In den 1980er Jahren organisierte die FDJ zunehmend Festivals mit Rock- und anderer moderner Musik für die Jugend.
So gab es das Festival des politischen Liedes (seit 1970), Rock für den Frieden (seit 1982) und den Liedersommer der FDJ  (seit 1983).
Seit 1984 wurde der Berliner Rocksommer veranstaltet. Dort sollten vor allem  Rockbands spielen, zunächst meist aus der DDR. Der Haupt-Veranstaltungsort lag auf der Insel der Jugend in Treptow auf der Spree und war etwas abgelegen, dort gab es auch einen Jugendklub. Es fanden jedoch auch Konzerte auf der Radrennbahn Weißensee und auf den Treptower Festwiesen statt. Offizieller Veranstalter waren die FDJ und die Berliner Konzertdirektion, der maßgebliche Organisator war Detlev Haak.
In den folgenden Jahren wurden mehr internationale Bands eingeladen. Zu den Höhepunkten gehörten die Konzerte mit Barclay James Harvest (1987), Paco de Lucia, Al di Meola & John McLaughlin (1987), Bruce Springsteen (1988) und Uriah Heep (1989).
Nach dem Mauerfall wurde die Veranstaltungsreihe nicht weitergeführt, da sich die politischen Rahmenbedingungen grundlegend geändert hatten und es nun für jeden verschiedenste Möglichkeiten des Besuches von Rockkonzerten im Westen gab. Das Interesse an Ostrock war in dieser Zeit nur gering.

## Konzerte

### 1. Berliner Rocksommer 1984
Über den ersten Rocksommer sind bisher keine Informationen feststellbar, möglicherweise hatte das Festival einen anderen Namen.

### 2. Berliner Rocksommer 1985
17.–21. Juli, etwa 20.000 Besucher
- 17. Juli: Possenspiel, Zebra, Reggae Play, George Sandifer und die Mississippi-Band (USA)
- 18. Juli: Condor, Perl, Brigitte Stefan & Meridian, Formel I, TSA (Polen)
- 18. Juli: Scheselong
- 19. Juli: Key, Jessica, Puhdys
- 20. Juli: Lift, Stern Meißen, Petra Zieger
- 21. Juli: Cäsars Rockband, Engerling, ENNO, Simple Song

### 3. Berliner Rocksommer 1986
15.–20. Juli, 26 Bands und Solisten, etwa 22.000 Besucher
- 15. Juli: M. Jones Band, Rosalili, Drei, Lift, Karussell
- 19. Juli: Silly
- 20. Juli: Kerth
- außerdem: Kevin Coyne (GB), Edda (Ungarn), Jessica, Electra, Rockhaus, Reform, Modern Soul Band

### 4. Berliner Rocksommer 1987
- 14. Juli: Barclay James Harvest (GB), Extra-Konzert auf den Treptower Festwiesen, mit über 30.000 Besuchern
- 15. Juli: Mixed Pickles, Amor & die Kids, Lift, Kerschowski, Engerling, The Christians (GB)
- 16. Juli: Varga Miklos Band (Ungarn), Karat
- 17. Juli: Paco de Lucia, Al di Meola & John McLaughlin, Angelika Weiz, Lama, Reggae Play[4]
- 18. Juli: Shakin’ Dudi (Polen), Franz Benton (D), Rockhaus, NO 55, Chicoree
- 19. Juli: Peter Thorup & Paul Millns (Dänemark/GB), Bernd Kleinow & Matthias Gemeinhardt, Jonathan Blues Band, Monokel, Zenit, Petra Schwerdt

### 5. Berliner Rocksommer 1988
- 19. Juli. Bruce Springsteen (USA), Radrennbahn Weißensee, mit mindestens 160.000 Besuchern
- 20. Juli: Die Art, Die Skeptiker, Attila the Stockbroker (GB), Neurotics (GB)[5]
- 21. Juli: D-A-D (Dänemark), Mona Lise, Silly
- 22. Juli: Zwei Wege, Plattform, MCB, Kruis (SU)
- 23. Juli: Frustschutz, Data, Zöllner, Engerling, Johnny and the Drivers (WB)
- 24. Juli: Hof Blues Band, Monokel, Mr. Adapoe, Queen Yahna (GB)

### 6. Berliner Rocksommer 1989
18.–22. Juli, 15 Bands aus sechs Ländern, mit etwa 56.000 Besuchern
- 18. Juli: Uriah Heep (GB), Ten Years After (GB), Golden Earring (NL), Radrennbahn Weißensee, mit etwa 45.000 Besuchern[7]
- 20. Juli: Television Personalities (GB), The Planets (WB),[8] Die Vision, Tina Has Never Had A Teddy Bear
- 21. Juli: Merlin, Aria (SU), Noisehunter (D)
- 22. Juli: The Other Ones (WB/Australien), Tinos Band, Jade